# Marie Byles
Marie Beuzeville Byles (8 de abril de 1900 - 21 de noviembre de 1979) fue una conservacionista, pacifista, primera abogada en ejercicio en Nueva Gales del Sur, montañista, exploradora, feminista, periodista australiana y miembro original de la comunidad budista en Nueva Gales del Sur.

## Biografía
Byles nació en 1900 en Ashton upon Mersey, en lo que entonces era Cheshire, Inglaterra. Sus hermanos menores fueron David John Byles y Baldur Unwin Byles (1904–1975). Sus padres eran unitarios universalistas, socialistas fabianos y pacifistas. Su madre, Ida Margaret, de soltera Unwin, era sufragista y había estudiado en The Slade School of Fine Art, hasta que "sus talentos artísticos se perdieron por la monotonía de la limpieza",  y fue quien le inculcó la necesidad de ser económicamente independiente. Su padre, Cyril Beuzeville Byles, era ingeniero de señales ferroviarias. En Inglaterra involucró a sus hijos en campañas contra las vallas que impedían el acceso público para paseos recreativos.
En 1932 se unió a The Women's Club, que se creó en Sídney en 1901 para proporcionar un lugar donde pudieran reunirse mujeres "interesadas en el trabajo público, profesional, científico y artístico".

## Carrera

### Primera abogada
Byles fue una de las pocas mujeres que asistieron a la Universidad de Sídney. Se graduó con una Licenciatura en Artes en 1921 y en 1924 completó una Licenciatura en Derecho y se convirtió en la primera mujer en ser admitida como abogada en Nueva Gales del Sur. Aunque Ada Evans se graduó en derecho en 1902, fue ilegal que una mujer ejerciera la abogacía en Australia hasta 1918. En 1929, después de trabajar como oficinista durante cuatro años, estableció una práctica legal, siendo la primera mujer en hacerlo en Nueva Gales del Sur.
Byles operaba dos bufetes de abogados, uno en Eastwood y el otro en el centro de Sídney. Ella le dio a las mujeres jóvenes la oportunidad de participar en la profesión. "El negocio en Eastwood creció porque ella tenía la reputación de hacer las cosas muy rápido y eso era casi desconocido en una oficina legal, era notoria". (Empleada, Ruth Milton). Trabajó principalmente en traspasos y sucesiones, y también para asegurar acuerdos de divorcio justos para sus  clientas. Se retiró y entregó la práctica legal a un socio en 1970.